# Bell 309 KingCobra
Bell 309 KingCobra – amerykański, prototypowy śmigłowiec szturmowy, będący modyfikacją AH-1 Cobra.

## Historia
11 kwietnia 1966 roku na wyposażenie wojsk amerykańskich wprowadzono nowy śmigłowiec szturmowy AH-1G Cobra. Według wstępnych założeń miał być to tylko śmigłowiec tymczasowy dla wojsk amerykańskich walczących w Wietnamie. Docelową maszyną szturmową miał zostać nowy śmigłowiec opracowany w ramach programu AAFSS (ang. Advanced Aerial Fire Support System). Bo przeprowadzeniu testów i badań  wybrano konstrukcję Lockheed AH-56 Cheyenne i w roku 1969 złożono zamówienie na 375 maszyn. Jednakże ostatecznie zrezygnowano z Cheyenne. Powodem była skomplikowana konstrukcja oraz wysoka cena. Ponadto doświadczenia zdobyte podczas wojny wietnamskiej spowodowały zmianę koncepcji śmigłowca szturmowego. Uznano, że śmigłowiec powinien być lepiej opancerzony, kosztem prędkości maksymalnej, która okazała nie tak ważna jak początkowo sądzono.
Szefowie firmy Bell przeczuwali, iż zostanie ogłoszony nowy program dotyczący śmigłowca szturmowego. Rozpoczęto, więc prace nad nową maszyną szturmową, opartą na AH-1G Cobra. Nowy śmigłowiec otrzymał oznaczenie Bell 309 King Cobra. Modernizacji poddano m.in. awionikę dostosowując śmigłowiec do lotów w nocy. Ponadto uzbrojenie dostosowano pod względem zwalczania broni pancernej.
Prace projektowe prowadził zespół pod przewodnictwem Joego Tilleya. Budowę pierwszego prototypu wyposażonego w dwa silniki Pratt & Whitney Canada T 400 rozpoczęto w styczniu 1971, oblot nastąpił zaś 10 września 1971 roku. Drugi prototyp wyposażono już w jeden amerykański silnik Avco Lycoming T55-L-7C. Jego lot inauguracyjny nastąpił w styczniu 1972 roku. 11 kwietnia 1972 roku pierwszy prototyp został uszkodzony w wypadku. Drugi, poddano zaś badaniom porównawczym ze śmigłowcami AH-56 Cheyenne i S-67 Blackhawk, jednakże żaden z nich nie zadowolił amerykańskiego wojska.
W roku 1972 ogłoszono nowy program AAH (ang. Advanced Attack Helicopter). Dowództwo amerykańskie postawiło nowe wymagania: m.in. zdolność wykonywania długotrwałego lotu na małej wysokości, dwusilnikowy układ napędowy, możliwość szybkiego przeglądu najważniejszych zespołów bez potrzeby demontażu płatowca. Do tego konkursu firma Bell przystąpiła z nową maszyną będącą połączeniem rozwiązań zastosowanych w śmigłowcach Cobra i King Cobra, oznaczoną jako YAH-63 (Bell 409). Konkurencyjną konstrukcją był YAH-64 (Boeing). Ostatecznie wybrano jednak YAH-64 (później oznaczenie zmieniono na AH-64 Apache).
Prototyp Bell 309 KingCobra znajduje się w US Army Aviation Museum w Fort Rucker w Alabamie.